# Diecezja Autun
Diecezja Autun (pełna nazwa: diecezja Autun (-Châlon-sur-Saône-Mâcon-Cluny)) – diecezja Kościoła rzymskokatolickiego w środkowo-wschodniej Francji. Powstała w III wieku jako diecezja Autun. W 1801 jej terytorium uległo znacznemu rozszerzeniu wskutek włączenia do niej dotychczasowych diecezji Chalons-sur-Saône, Mâcon i Clamecy. W 1853 zostało to zaakcentowane w oficjalnej nazwie diecezji, do której dopisano dwie pierwsze z wymienionych dawnych stolic biskupich. Obecną nazwę i granice diecezja uzyskała w 1962 roku, kiedy to włączono do niej opactwo terytorialne Cluny. W swym obecnym kształcie, terytorium diecezji pokrywa się z obszarem świeckiego departamentu Saona i Loara.
Przez większość swej historii diecezja przynależała do metropolii Lyonu. Zmieniło się to dopiero podczas ostatniej reformy administracyjnej Kościoła francuskiego, wdrożonej w grudniu 2002 roku, kiedy to diecezja stała się częścią nowo utworzonej metropolii Dijon.

## Główne świątynie
- Katedra: Bazylika katedralna św. Łazarza w Autun
- Bazylika mniejsza: Bazylika Najświętszego Serca Jezusowego w Paray-le-Monial

## Biskupi diecezjalni (od 1962)
- Lucien-Sidroine Lebrun (1962–1966)[a]
- Armand Le Bourgeois CIM (1966–1987)
- Raymond Séguy (1987–2006)
- Benoît Rivière (od 2006)